# 피에르 그랭구아르

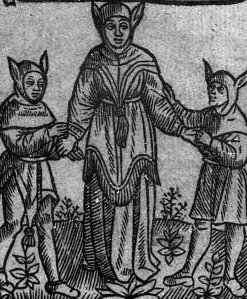

피에르 그랭구아르(프랑스어: Pierre Gringoire, 1475년 ~ 1538년 )는 프랑스의 시인이자 극작가다. 빅토르 위고의 파리의 노트르담(혹은 노트르담의 꼽추)에 등장한다.

## 파리의 노트르담에서의 인물상
소설의 시작을 여는 광인절 중에, 주요 행사인 연극을 보러 시민들이 유스티츠궁의 그랜드 홀에 모인다. 그랭구아르가 직접 쓰고 연출한 연극으로 그의 기대와는 다르게, 얼마 지나지 않아 거지행색을 한 ‘부랑자와 집시 무리의 우두머리’ 클로팽에게 방해받는다. 설상가상으로 광인절의 1일 교황으로 뽑힌 콰지모도를 보러 관중들이 우르르 빠져나가자 이에 실망한다. 파리의 밤거리를 헤매다가 모닥불 근처에서 춤을 추는 에스메랄다를 보고 그날 실패한 연극을 잊고 에스메랄다에게 반한다. 

그날 늦은 밤, 가난한 시인 그랭구아르는 집시 무리에게 온정을 기대하고 에스메랄다의 뒤를 쫓는다. 에스메랄다가 콰지모도에게 납치될 뻔한 것과 콰지모도가 근위대장 페뷔스에게 끌려가는 장면을 목격한다. 이후 부랑자들이 영역을 헤매는 그랭구아르를 발견하고 기적궁, 즉 그들의 아지트로 데려간다. 클로팽은 허가없이 영역을 침범한 그랭구아르를 그들만의 재판에 올려 종소리가 나지 않도록 주머니에서 지갑을 훔칠 수 있는지 무리에게 보이라고 명한다. 시인 그랭구아르는 바로 낙제하고, 교수형에 처할 위기에 놓인다. 클로팽은 목숨을 구할 또 다른 선택지를 제시한다. 결혼하겠다는 집시 여인이 있으면 살려주겠다는 조건으로, 아무도 데려가지 않자 소란 중에 나타난 에스메랄다가 측은히 여겨 결혼해준다. 

그 후 그랭구아르와 에스메랄다는 신혼밤을 보내게 되지만, 그랭구아르는 에스메랄다가 그를 사랑하진 않으며, 손도 대지 못하게 한다는 걸 깨닫는다. 이미 에스메랄다는 페뷔스를 사랑하고 있었다. 그랭구아르는 점차 에스메랄다를 포기하고 에스메랄다의 새끼 염소 잘리와 놀아주는 걸 좋아하게 된다. 

후에 정체 모를 사람(후드를 뒤집어쓴 프롤로)과 함께 성당에 몰래 잠입하여 에스메랄다를 구해낸다. 세 명은 에스메랄다의 뒤를 쫓는 경비에게서 벗어나기 위해 배를 타고 노트르담을 빠져나간다. 경비의 목소리가 들리자, 그랭구아르는 새끼 염소 잘리를 구하러 잠시 자리를 비운다. 결과적으로 에스메랄다와 프롤로가 단 둘이 남게 되고 이 상황은 에스메랄다의 죽음을 초래했다. 결말에서 그랭구아르는 비극 작가가 되고, 관객들로부터 나은 주목을 받게 된다.